# Kirgishästspringråtta
Kirgishästspringråtta (Pygeretmus pumilio eller Alactagulus pumilio) är ett däggdjur i familjen springråttor som förekommer i Asien. Det är omstritt om den ska räknas till släktet fettsvansade springråttor eller i ett eget släkte.

## Utseende
Med en kroppslängd (huvud och bål) av 9 till 12 cm, en svanslängd av 11 till 18 cm och en vikt mellan 45 och 60 gram är arten en liten springråtta. Bakfötterna är 3,5 till 5 cm långa. Pälsen har på ovansidan en ljusbrun färg med svarta skuggor, undersidan är vitaktig. Den jämförelsevis långa svansen har en mörk tofs vid slutet men tofsens spets är vit. I svansen lagras fett. Av bakfötternas tår är de två yttersta förminskade.

## Utbredning och habitat
Djurets utbredningsområde sträcker sig från slätten norr om Kaukasus över Kazakstan, Uzbekistan, Turkmenistan, nordöstra Iran och Mongoliet till nordcentrala Kina. Habitatet utgörs av stäpper och halvöknar som är rik på lera.

## Ekologi
Individerna gräver bon i marken. Tunnlar som används en längre tid kan nå en längd av 6 meter. Boet har en kammare som fodras med växtdelar. Ingången fylls efter varje användning med jord. Arten håller beroende på region mer eller mindre lång vinterdvala. Födan utgörs huvudsakligen av underjordiska växtdelar.
Fortplantningen sker mellan mars och september och vissa honor har två kullar under tiden. Per kull föds en till sju ungar (oftast 2-4). När ungarna blir könsmogna stannar honor vanligen i närheten av moderns bo medan hannar vandrar länge.